# 岡山県道379号百々樫村線
岡山県道379号百々樫村線（おかやまけんどう379ごう どうどうかしむらせん）は、岡山県久米郡美咲町から美作市に至る一般県道である。

## 概要
久米郡美咲町百々と美作市巨勢（こせ）を結ぶ。

### 路線データ
- 起点：久米郡美咲町百々（岡山県道52号勝央仁堀中線交点）
- 終点：美作市巨勢（樫村交差点、国道374号交点、岡山県道359号樫村金屋線起点）
- 総延長：9.5 km
- 実延長：8.8 km

## 歴史
- 1960年（昭和35年）3月18日 - 岡山県告示第335号により認定される。
- 1972年（昭和47年） - 岡山県の県道番号再編（固定番号制導入）により現行の路線名称に変更される。
- 2005年（平成17年）
  - 3月22日 - 久米郡のうちの旭町・中央町・柵原町が対等合併して久米郡美咲町が発足したことに伴い起点の地名表記が変更される（久米郡柵原町百々→久米郡美咲町百々）。
  - 3月31日 - 英田郡のうちの英田町・大原町・作東町・美作町・東粟倉村・勝田郡勝田町が対等合併して美作市が発足したことに伴い終点の地名表記が変更される（英田郡美作町巨勢字樫村→美作市巨勢字樫村）。

## 路線状況

### 重複区間
- 岡山県道349号吉ヶ原美作線（久米郡美咲町藤田上）
- 岡山県道362号位田飯岡線（美作市安蘇）

### 道路施設

#### 橋梁
- 東郷橋（延長129 m：吉野川、美作市安蘇 - 美作市巨勢）

## 地理

### 通過する自治体
- 岡山県
  - 久米郡美咲町 - 美作市

### 交差する道路
| 交差する道路                           | 市町村名 | 市町村名 | 交差する場所 | 交差する場所      |
| -------------------------------------- | -------- | -------- | ------------ | ----------------- |
| 岡山県道52号勝央仁堀中線               | 久米郡   | 美咲町   | 百々         | 起点              |
| 岡山県道349号吉ヶ原美作線 重複区間起点 | 久米郡   | 美咲町   | 藤田上       |                   |
| 岡山県道349号吉ヶ原美作線 重複区間終点 | 久米郡   | 美咲町   | 藤田上       |                   |
| 岡山県道362号位田飯岡線 重複区間起点   | 美作市   | 美作市   | 安蘇         |                   |
| 岡山県道362号位田飯岡線 重複区間終点   | 美作市   | 美作市   | 安蘇         |                   |
| 国道374号 岡山県道359号樫村金屋線      | 美作市   | 美作市   | 巨勢         | 樫村交差点 / 終点 |

### 沿線
- 美咲町立柵原東小学校
- ザ・オークレットゴルフクラブ
- 英田光カントリークラブ
- 岡山県立美作高等技術専門校
- ショウワコーポレーション 本社
- 吉野川 - 吉井川支流